# Brzytwiak atlantycki
Brzytwiak atlantycki, wargacz tępogłowy (Xyrichtys novacula) – gatunek ryby z rodziny wargaczowatych (Labridae).

## Występowanie
Występuje w tropikalnej i subtropikalnej części Atlantyku, w zachodniej części od Karoliny Północnej do Brazylii, we wschodniej części od południowych wybrzeży Hiszpanii do Zatoki Gwinejskiej oraz wokół Azorów, Madery, Wysp Kanaryjskich i Wyspy Św. Heleny, również w Morzu Śródziemnym.
Ryba żyjąca nad dnem mulistym lub piaszczystym w pobliżu łąk trawy morskiej na głębokości do 50 m.

## Opis
Dorasta maksymalnie do 30 cm. Ciało wysokie, bocznie spłaszczone. Głowa o profilu opadającym prawie pionowo w kierunku pyska.  Mały otwór gębowy z wąskimi wargami. Szczęki  wysuwalne. Uzębienie w postaci pasm drobnych  spiczastych zębów a za nim małe zęby żujące, przednie dwa zęby w każdej szczęce przekształcone w kły. Dolne kości gardłowe zrośnięte w silne płytki żujące. Łuski duże, koliste, wzdłuż  linii bocznej od 24 do 29. Płetwa grzbietowa długa, niepodzielona podparta 9–10 twardymi i 11–12 miękkimi promieniami, w części podparta twardymi promieniami nieco niższa. Płetwa odbytowa długa podparta 3 twardymi i 11–13 miękkimi promieniami. Płetwa ogonowa krótka, zaokrąglona.
Ubarwienie: Samce zielonkawoszare, samice czerwonawe z niebieskimi liniami na łuskach i pionowymi paskami na głowie. Płetwy grzbietowa, ogonowa i odbytowa różowe, pokryte niebieskimi liniami i plamami, płetwy piersiowe i brzuszne koloru żółtego. 

## Odżywianie
Odżywia się małymi zwierzętami dennymi.

## Rozród
Tarło odbywa się latem. Ikra, dzięki kropelce tłuszczu swobodnie unosi się w toni wodnej.